# Conner’s Days
Conner’s Days ist ein Jazzalbum von Ari Hoenig und seinem Trio. Die am 22. November 2017 in Brooklyn entstandenen Aufnahmen erschienen 2019 auf Fresh Sound Records.

## Hintergrund
In den 2010er-Jahren leitete Hoenig neben seiner Arbeit als Begleitmusiker, u. a. für Musiker wie Jean-Michel Pilc, Diego Barber, Morten Haxholm, Gaël Horellou, Marcy Gray, Kenny Werner und Charles Owens, daneben auch eigene Formationen. So spielte er 2015 die beiden Alben NY Standard und The Pauper & The Magician im Quintett mit Tivon Pennicott, Shai Maestro, Gilad Hekselman und Orlando le Fleming ein. Für sein Album Conner’s Days hat der aus New York City stammende Schlagzeuger mit dem Pianisten Nitai Hershkovits und dem Bassisten Or Bareket eine Trioformation gebildet. Auf dem Album spielten sie eigene Stücke des Bandleaders und des Trios neben Standards wie Duke Ellingtons „Prelude to a Kiss“ und Cole Porters „All of You“.

## Titelliste
- Ari Hoenig Trio – Conners Days (Fresh Sound Records New Talent FSNT 577)[1]

1. Conner’s Days 2:14
2. All the Things You Are (Jerome David Kern, Oscar Hammerstein II) 5:51
3. Anymore 6:04
4. Prelude to a Kiss (Ellington, Gordon, Mills) 5:01
5. For Tracy 5:31
6. Figuration (Hoenig, Hershkovits, Bareket) 5:09
7. Bewitched, Bothered and Bewildered (Rodgers & Hart) 4:02
8. All of You (Cole Porter) 5:06
9. Guernsey St. Gooseneck 6:37
10. In the Wee Small Hours of the Morning (Bob Hilliard, David Mann) 4:21
11. Up 2:25
12. Conner’s Days (Reprise) 1:58

Wenn nicht anders vermerkt, stammen die Kompositionen von Ari Hoenig.

## Rezeption

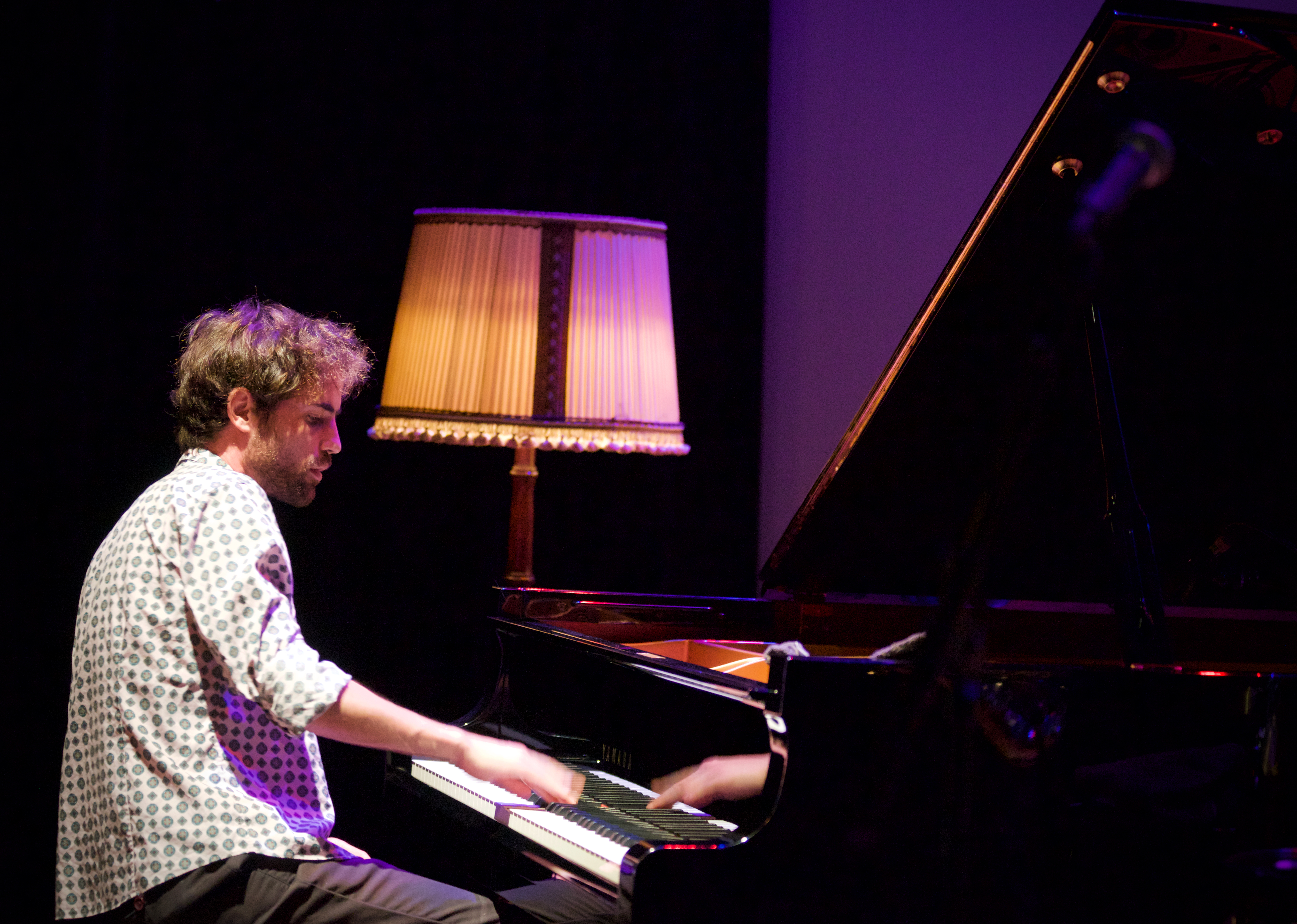
Nitai Hershkovits mit dem Oded Tzur Quartet 2021

Ari Hoenig sei so etwas wie der Rudolf Nurejew des zeitgenössischen Jazz-Schlagzeugs, schrieb François van de Linde im Jazz Journal: „Jeder Muskel fungierte als polierter Teil des perfekten Ganzen. Seine technischen Fähigkeiten waren unübertroffen, dienten jedoch lediglich als Grundlage für eine extravagante Leistung.“ Auch seine Mitmusiker, der Pianist Nitai Hershkovits und der Bassist Or Bareket, würden es gleichermaßen verstehen, Virtuosität in gültige musikalische Statements umzusetzen. Wechselndes Tempo, gebrochene Takte, komplizierter Polyrhythmus, die intuitive melodische Kunstfertigkeit von Max Roach und die Energie von Robert Wyatt und Aynsley Dunbar seien einige der Zutaten von Hoenigs Rezept, das es ihm ermögliche, „Stücke mit der Präzision eines Diamantschleifers in obendrein überraschende Erlebnisse zu verwandeln“.
Schlagzeuger Ari Hoenig führe sein modern klingendes Trio durch eine Mischung aus geschickt arrangierten Standards und einigen seiner eigenen Kompositionen, schrieb George W. Harris in Jazz Weekly. Von den ersteren beschleunige Hoenigs schnelle Besenarbeit Ellingtons „Prelude to a Kiss“, um der Stimmung ein Hit-and-Run-Feeling zu verleihen, während Hoenig wie ein Mittelfeldspieler in einer bluesigen Version von Cole Porters „All of You“ das Team das Tempo wechseln lässt, und verleihe dann „Bewitched, Bothered and Bewildered“ einen zarten Besenstrich. Bareket und Hoenig würden bei „All the Things You Are“ ziemlich flink spielen und zu Hoenigs eigenem „For Tracey“ einstimmen. Das Team gebe „Guernsey St. Gooseneck“ einen flotten Puls und verleihe „Anymore“ einen hippen Unterton. Überall „emsig wie die Bienen“, so das Resümee des Autors.